# Edwin Mosquera
Edwin Stiven Mosquera Palacios, noto semplicemente come Edwin Mosquera (Quibdó, 27 giugno 2001), è un calciatore colombiano, attaccante del Millonarios, in prestito dall'Atlanta United.

## Caratteristiche tecniche
È un'ala sinistra.

## Carriera
Cresciuto nel settore giovanile dell'Independiente Medellín, ha esordito in prima squadra il 17 agosto 2018 disputando l'incontro di Copa Colombia perso 1-0 contro l'Once Caldas. A partire dal 2019 è stato promosso definitivamente, ed il 15 luglio ha esordito anche in Categoría Primera A in occasione del match vinto 3-0 contro il Patriotas Boyacá.

## Statistiche
Statistiche aggiornate al 6 ottobre 2024.

### Presenze e reti nei club
| Stagione                      | Squadra                       | Campionato                    | Campionato | Campionato | Coppe nazionali | Coppe nazionali | Coppe nazionali | Coppe continentali | Coppe continentali | Coppe continentali | Altre coppe | Altre coppe | Altre coppe | Totale | Totale | Totale |
| Stagione                      | Squadra                       | Comp                          | Pres       | Reti       | Comp            | Pres            | Reti            | Comp               | Pres               | Reti               | Comp        | Pres        | Reti        | Pres   | Reti   |        |
| ----------------------------- | ----------------------------- | ----------------------------- | ---------- | ---------- | --------------- | --------------- | --------------- | ------------------ | ------------------ | ------------------ | ----------- | ----------- | ----------- | ------ | ------ | ------ |
| 2018                          | Independiente Medellín        | A                             | 0          | 0          | CC              | 1               | 0               |                    | -                  | -                  |             | -           | -           | 1      | 0      |        |
| 2019                          | Independiente Medellín        | A                             | 19         | 0          | CC              | 2               | 0               |                    | -                  | -                  |             | -           | -           | 21     | 0      |        |
| 2020                          | Independiente Medellín        | A                             | 9          | 0          | CC              | 1               | 0               | CL                 | 7                  | 0                  |             | -           | -           | 17     | 0      |        |
| gen.-mag. 2021                | Independiente Medellín        | A                             | 6          | 0          | CC              | 0               | 0               |                    | -                  | -                  |             | -           | -           | 6      | 0      |        |
| Totale Independiente Medellín | Totale Independiente Medellín | Totale Independiente Medellín | 34         | 0          |                 | 4               | 0               |                    | 7                  | 0                  |             | -           | -           | 45     | 0      |        |
| mag.-dic. 2021                | Juventude                     | A                             | 1          | 0          |                 | -               | -               |                    | -                  | -                  |             | -           | -           | 1      | 0      |        |
| gen.-lugl. 2022               | Aldosivi                      | PD                            | 1          | 0          | CA+CdL          | 0+13            | 0               |                    | -                  | -                  |             | -           | -           | 14     | 0      |        |
| lugl.-dic. 2022               | Atlanta United                | MLS                           | 12         | 0          |                 | -               | -               |                    | -                  | -                  |             | -           | -           | 12     | 0      |        |
| gen.-giu. 2023                | Defensa y Justicia            | PD                            | 5          | 0          | CA+CdL          | 0               | 0               | CS                 | 1                  | 0                  |             | -           | -           | 6      | 0      |        |
| giu.-dic. 2023                | Atlanta United                | MLS                           | 12+3       | 3+1        |                 | -               | -               |                    | -                  | -                  | LC          | 2           | 0           | 17     | 4      |        |
| 2024                          | Atlanta United                | MLS                           | 22         | 1          | USOC            | 1               | 0               | -                  | -                  | -                  | LC          | 1           | 0           | 24     | 1      |        |
| Totale Atlanta United         | Totale Atlanta United         | Totale Atlanta United         | 46+3       | 4+1        |                 | 1               | 0               |                    | -                  | -                  |             | 3           | 0           | 53     | 5      |        |
| Totale carriera               | Totale carriera               | Totale carriera               | 90         | 5          |                 | 18              | 0               |                    | 8                  | 0                  |             | 3           | 0           | 119    | 5      |        |